# Jankeijcythere mckenziei
Jankeijcythere mckenziei is een mosselkreeftjessoort uit de familie van de Cytheridae. De wetenschappelijke naam van de soort is voor het eerst geldig gepubliceerd in 1986 door Annapurna & Sarma.